# People Can Fly
People Can Fly je polské vývojářské studio videoher sídlící ve Varšavě. Studio založil v únoru roku 2002 Adrian Chmielarz, jeden ze spoluzakladatelů studia Metropolis Software, dále Michałe Kosieradzki a Andrzej Poznańský.
Epic Games studio společnost koupilo v srpnu roku 2012. Chmielarz, Kosieradzki i Poznański následně studio opustili a později založili další studio, The Astronauts. People Can Fly bylo v listopadu 2013 přejmenováno na Epic Games Poland. Studio se vrátilo ke svému původnímu názvu a logu v červnu 2015, a to pod vedením generálního ředitele Sebastiana Wojciechowského. Společnost zaměstnává více než 600 lidí.

## Studia
| Název                                | Lokace                                | Založeno |
| ------------------------------------ | ------------------------------------- | -------- |
| PCF Varšava                          | Varšava, Polsko                       | 2002     |
| PCF Newcastle                        | Newcastle upon Tyne, Anglie           | 2017     |
| PCF Řešov                            | Řešov, Polsko                         | 2018     |
| PCF Lodž                             | Lodž, Polsko                          | 2020     |
| PCF New York                         | New York City, Spojené státy americké | 2019     |
| PCF Chicago (dříve Phosphor Studios) | Chicago, Spojené státy americké       | 2021     |
| Game On                              | Montreál, Kanada                      | 2021     |
| Incuvo                               | Katovice, Polsko                      | 2021     |
| PCF Krakov                           | Krakov, Polsko                        | 2022     |
| PCF Publishing                       | Dublin, Irsko                         |          |

## Videohry
| Rok  | Název                                 | Platforma                                                                  | Vydavatel                           |
| ---- | ------------------------------------- | -------------------------------------------------------------------------- | ----------------------------------- |
| 2004 | Painkiller                            | Windows, Xbox                                                              | DreamCatcher Interactive            |
| 2007 | Gears of War                          | Windows                                                                    | Microsoft Studios                   |
| 2011 | Duty Calls: The Calm Before the Storm | Windows                                                                    | Electronic Arts                     |
| 2011 | Bulletstorm                           | Nintendo Switch, PlayStation 3, PlayStation 4, Windows, Xbox 360, Xbox One | Electronic Arts, Gearbox Publishing |
| 2013 | Gears of War: Judgment                | Xbox 360                                                                   | Microsoft Studios                   |
| 2017 | Fortnite: Save the World              | macOS, PlayStation 4, Windows, Xbox One                                    | Epic Games                          |
| 2021 | Outsiders                             | PlayStation 4, PlayStation 5, Stadia, Windows, Xbox One, Xbox Series X/S   | Square Enix                         |
| 2022 | Green Hell VR                         | Microsoft Windows, Meta Quest 2, PSVR2                                     | Vydali hry sami                     |
| 2024 | Bulletstorm VR                        | Meta Quest, PSVR2, Steam                                                   | Vydali hry sami                     |

### Zrušené
- Come Midnight - Plánované vydání v roce 2007 pro PlayStation 3 a Xbox 360 od THQ , ale zrušeno v roce 2006[5]
- Project Dagger[6]